# ۲۴ ام
۲۴ ام (به انگلیسی: The 24th) فیلمی محصول سال ۲۰۲۰ و به کارگردانی کوین ویلموت است. در این فیلم بازیگرانی همچون ترای بایرز، بشیر صلاح‌الدین، توماس هیدن چرچ، آیا نائومی کینگ، مو مک‌ری، میکلتی ویلیامسون، توسین موروفیلا و تانیا چیزم ایفای نقش کرده‌اند.